# RYU-TMR
RYU-TMR（リュウ・ティーエムアール、7月24日 - ）は、日本の漫画家。男性。1970年代生まれ。神奈川県横浜市在住。血液型はB型。ペンネームは本名のもじり。

## 作品リスト
- 『ワールドエンドエクリプス』プレイヤーズサイト内コミック『わるえく?』 （セガ、2015年後半 - 2016年10月、未刊行）
- 『RYU-TMRのレゲー解体劇場』 （2013年3月27日発売[3]、ワニブックス〈ガムコミックス〉、ISBN 978-4-8470-3862-4）
  - 『RYU-TMRのレゲー解体劇場 -セガハード編-』 （2014年12月25日発売[4]、ワニブックス〈ガムコミックス〉、ISBN 978-4-8470-3946-1）
  - 『RYU-TMRのレゲー解体劇場 -昭和アーケードゲーム編-』 （2017年3月25日発売[5]、ワニブックス〈ガムコミックス〉、ISBN 978-4-8470-3996-6）
- 『激戦区・ツンぷに食堂』 （竹書房『まんがライフMOMO』 2007年11月号・2008年3月号、11月号〈以上読切〉、2009年3月号 - 2012年4月号、全3巻）
- 『丼ぐり。』 （コアマガジン『コミックメガストアH』 2004年12月号 - 2008年2月号、全2巻）
- 『SCRIPTダウナーズ』 （ワニブックス『コミックガム』、〈ガムコミックス〉、全2巻）
  1. 2002年11月発売、ISBN 4-8470-3435-X[6]
  2. 2003年9月発売、ISBN 4-8470-3451-1[7]
- 『パラダイム・アウト』[8] （2002年4月初版発行、コミックガム、ISBN 4-8470-3427-9）
- 『封霊士マーコ』 （2001年7月発売、ワニマガジン社『コミック激漫』、〈ワニマガジンコミックス〉、ISBN 4-89829-442-1）
- 『サイバーボッツ』 （新声社『コミックゲーメスト』1995年5月号 - 1996年3月号、全1巻〈ブロッコリーより刊行〉）

### アンソロジー
- 『只今初号機整備中』 （1996年、ラポート） - イラスト

このほか、複数のアンソロジーコミックに作品を発表している。